# 上洋大屋
上洋大屋，位于中国广东省阳江市阳西县上洋镇上洋村，为阳江市阳西县的一个县级文物保护单位，类型为古建筑，公布时间为2002年。
上洋大屋的历史年代为明代。